# Romelu Lukaku
Romelu Menama Lukaku Bolingoli (Antuérpia, 13 de maio de 1993) é um futebolista belga que atua como centroavante. Atualmente joga no Napoli.
Apontado como uma das maiores revelações do futebol belga nos últimos tempos, Lukaku era disputado por grandes clubes europeus desde as categorias de base. Antes de se tornar profissional, cravou a incrível marca de mais gols marcados do que jogos disputados. Na base do Anderlecht foram 131 gols em 93 partidas entre 2006 e 2009, com um total de mais de 180 gols contando jogos não oficiais. O jogador estreou como profissional aos 16 anos, quando foi promovido ao time principal do Anderlecht, o maior clube da Bélgica. Logo em sua primeira temporada, foi o artilheiro da Jupiler Pro League com 15 gols em 33 jogos, fato que ajudou sua equipe na conquista do Campeonato Belga.
É um centroavante reconhecido pelo seu porte físico, tendo o cabeceio e o chute potente de perna esquerda como principais características. Já chegou a ser comparado com o brasileiro Adriano, da qual é assumidamente fã.
Membro da Seleção Belga desde 2010, tornou-se o maior artilheiro da história da Seleção no ano de 2018, superando Bernard Voorhoof, Paul Van Himst e Marc Wilmots.

## Carreira

### Anderlecht

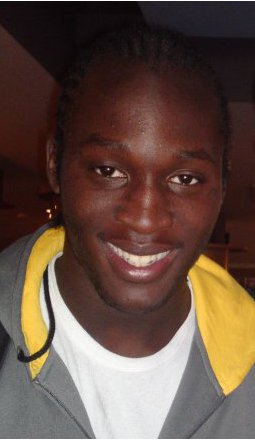
O jovem Lukaku em 2010

Quando Lukaku completou 16 anos, em 13 de maio de 2009, ele assinou um contrato profissional com o Anderlecht, que durou até 2012. Onze dias depois, ele estreou na Primeira Divisão Belga em 24 de maio, no play-off do campeonato contra o Standard de Liège aos 69 minutos, substituindo o zagueiro Víctor Bernárdez. O Anderlecht perdeu a partida por 1–0. Lukaku tornou-se membro regular do primeiro time do Anderlecht durante a temporada 2009–10, marcando seu primeiro gol em nível sênior no dia 28 de agosto, contra o Zulte Waregem. "Depois de marcar, mergulhei em um mar de felicidade", disse ele ao jornalista Berend Scholten, da UEFA. "Você pensa que está voando e pode enfrentar o mundo inteiro".
O atacante terminou a temporada como artilheiro da Pro League com 15 gols, enquanto o Anderlecht conquistou seu 30º título belga. Ele também marcou quatro gols durante a campanha do clube na Liga Europa da UEFA. Durante a temporada 2010–11, Lukaku marcou 20 gols em todas as competições, mas o Anderlecht não conseguiu conquistar o título da liga novamente, apesar de terminar no topo da tabela durante a temporada regular.

### Chelsea
Em 6 agosto de 2011, Lukaku ingressou no Chelsea, clube da Premier League, por uma taxa estimada em cerca de 12 milhões de euros (10 milhões de libras), subindo para 20 milhões de euros (17 milhões de libras) em complementos. O atacante recebeu a camisa número 18 e assinou um contrato de cinco anos. O jogador disse que era um sonho que tinha se tornado realidade atuar pelo clube inglês.
Estreou em Stamford Bridge na vitória por 3–1 sobre o Norwich, entrando aos 83 minutos no lugar de Fernando Torres. Ele passou a maior parte da temporada no banco, sendo um frequente reserva de Torres e Didier Drogba. Estreou como titular na Premier League no dia 13 de maio de 2012, contra o Blackburn, tendo boa atuação e participando do primeiro gol marcado por John Terry. No entanto, Lukaku salientou que estava decepcionado com o seu envolvimento no final da sua temporada de estreia, revelando que, após o título da Liga dos Campeões da UEFA, na final de 19 de maio, o atacante recusou-se a segurar o troféu, explicando "não fui eu, mas minha equipe que venceu". O jogador não havia sido relacionado pelo ex-técnico André Villas Boas para a disputa da competição.

### West Bromwich
No dia 10 de agosto de 2012, o Chelsea anunciou em seu site que o jovem belga seria emprestado ao West Bromwich para ganhar mais experiência. Ainda que tenha sido reserva em alguns jogos, foi o artilheiro do time na Premier League, com 17 gols. Por conta do bom desempenho, foi eleito o jogador do ano do West Brom na temporada 2012–13.

### Retorno ao Chelsea
Ao retornar do empréstimo, Lukaku atuou pelos Blues em duas partidas da Premier League no início da temporada 2013–14. O atacante também foi reserva na Supercopa da UEFA contra o Bayern de Munique, e foi o único a desperdiçar uma cobrança na disputa por pênaltis — o alemão Manuel Neuer defendeu sua batida.

### Everton

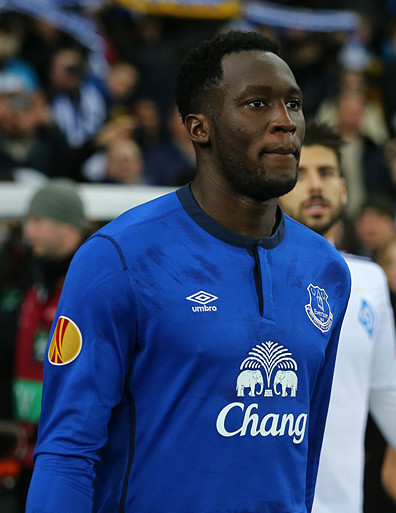
Lukaku pelo Everton em 2015

No último dia da janela, em 3 de setembro de 2013, Lukaku foi emprestado pelo Chelsea por uma temporada ao Everton. O centroavante teve um bom inicio na Premier League pelo clube de Liverpool, marcando sete gols em seus oito primeiros jogos, sendo dois deles marcados contra o próprio Liverpool, no empate de 3–3 na 12ª rodada. Lukaku balançou a rede 15 vezes em 31 jogos da Premier League, ajudando assim os Toffees a chegarem ao quinto lugar, com um recorde de 72 pontos.
Em 30 de julho de 2014, Lukaku foi contratado em definitivo e assinou um contrato de cinco anos com o Everton, por uma taxa recorde de 28 milhões de libras. O centroavante recebeu a camisa de número 10.

### Manchester United
Teve a sua contratação oficializada pelo Manchester United no dia 8 de julho de 2017, assinando contrato por cinco temporadas. Em sua estreia oficial, marcou o único gol do United na derrota por 2–1 para o Real Madrid, pela Supercopa da UEFA. Em sua estreia na Premier League, marcou duas vezes na goleada por 4–0 sobre o West Ham.
Estreou na temporada 2018–19 em duelo contra o Leicester, válido pela primeira rodada da Premier League. Marcou seu primeiro gol na rodada seguinte em derrota por 3–2 frente ao Brighton. Em 2 de setembro, Lukaku marcou dois gols na vitória por 2 a 0 contra o Burnley.
Em agosto de 2019, a venda de Lukaku foi apoiada pela imprensa inglesa. Andy Mitten, da revista FourFourTwo, alegou que Lukaku começou bem no United, mas depois caiu de rendimento e não conseguiu mais se recuperar. Para o ex-lateral Gary Neville, Lukaku estava acima do peso e a falta de profissionalismo é contagiosa.

### Internazionale
No dia 8 de agosto de 2019, Lukaku foi anunciado como novo jogador da Internazionale. De acordo com a imprensa italiana, o acordo foi fechado por cerca de 73 milhões de libras (R$ 348,79 milhões). Em suas primeiras palavras como nerazzurro, o centroavante declarou: "A Inter não é para todo mundo. É por isso que estou aqui".
Lukaku marcou seu primeiro gol pelos Nerazzurri no dia 26 de agosto, numa goleada por 4–0 contra o Lecce, na estreia da Serie A.

### Chelsea (segunda passagem)
O jogador acertou seu retorno ao Chelsea no dia 12 de agosto de 2021, assinando um contrato de cinco anos com o clube inglês. Os Blues pagaram cerca de 115 milhões de euros (aproximadamente R$ 704 milhões de reais) para tirar o atacante da Inter de Milão, se tornando assim a maior venda da história do futebol italiano.
| “                                    | Estou feliz e abençoado por estar de volta a este clube maravilhoso. Foi uma longa jornada para mim: vim aqui como uma criança que tinha muito a aprender, agora estou voltando com muita experiência e mais maturidade. A relação que tenho com este clube significa muito para mim, como vocês sabem. Torci pelo Chelsea quando criança. Estar de volta e tentar ajudar a ganhar mais títulos é uma sensação incrível. | ” |
| — Lukaku, ao site oficial do Chelsea | |   |

### Retorno à Internazionale
Em 22 de junho de 2022, a Internazionale encaminhou o empréstimo de Lukaku por uma temporada pelo valor de 10 milhões de euros (54 milhões de reais). Logo em sua reestreia, no dia 13 de agosto, o atleta balançou as redes e marcou um gol na vitória por 2–1 contra o Lecce, fora de casa.
Lukaku terminou a temporada com o vice na Liga dos Campeões da UEFA, sendo criticado por sua má atuação na final. O atacante marcou 14 gols e deu sete assistências em 37 partidas na temporada.

### Roma
Sem espaço no Chelsea, Lukaku foi anunciado pela Roma no dia 31 de agosto de 2023. O jogador chegou por empréstimo até o final da temporada por um valor de 5 milhões de euros. Realizou sua estreia logo no dia seguinte, na derrota em casa por 2–1 para o Milan, em jogo válido pela Serie A. Marcou seu primeiro gol pelo clube no dia 17 de setembro, numa goleada por 7–0 sobre o Empoli, no Estádio Olímpico. O centroavante voltou a balançar as redes no dia 21 de setembro, marcando seu primeiro gol em competições europeias pela Roma na primeira partida da fase de grupos da Liga Europa, em uma vitória fora de casa por 2–1 contra o Sheriff, da Moldávia.

### Napoli
No dia 29 de agosto de 2024, o Napoli anunciou oficialmente a contratação de Romelu Lukaku. O clube de Nápoles desembolsou cerca de 30 milhões de euros (aproximadamente R$ 187 milhões de reais) fixos, mais 15 milhões de euros (aproximadamente R$ 94 milhões de reais) entre bônus e variáveis.

## Seleção Nacional

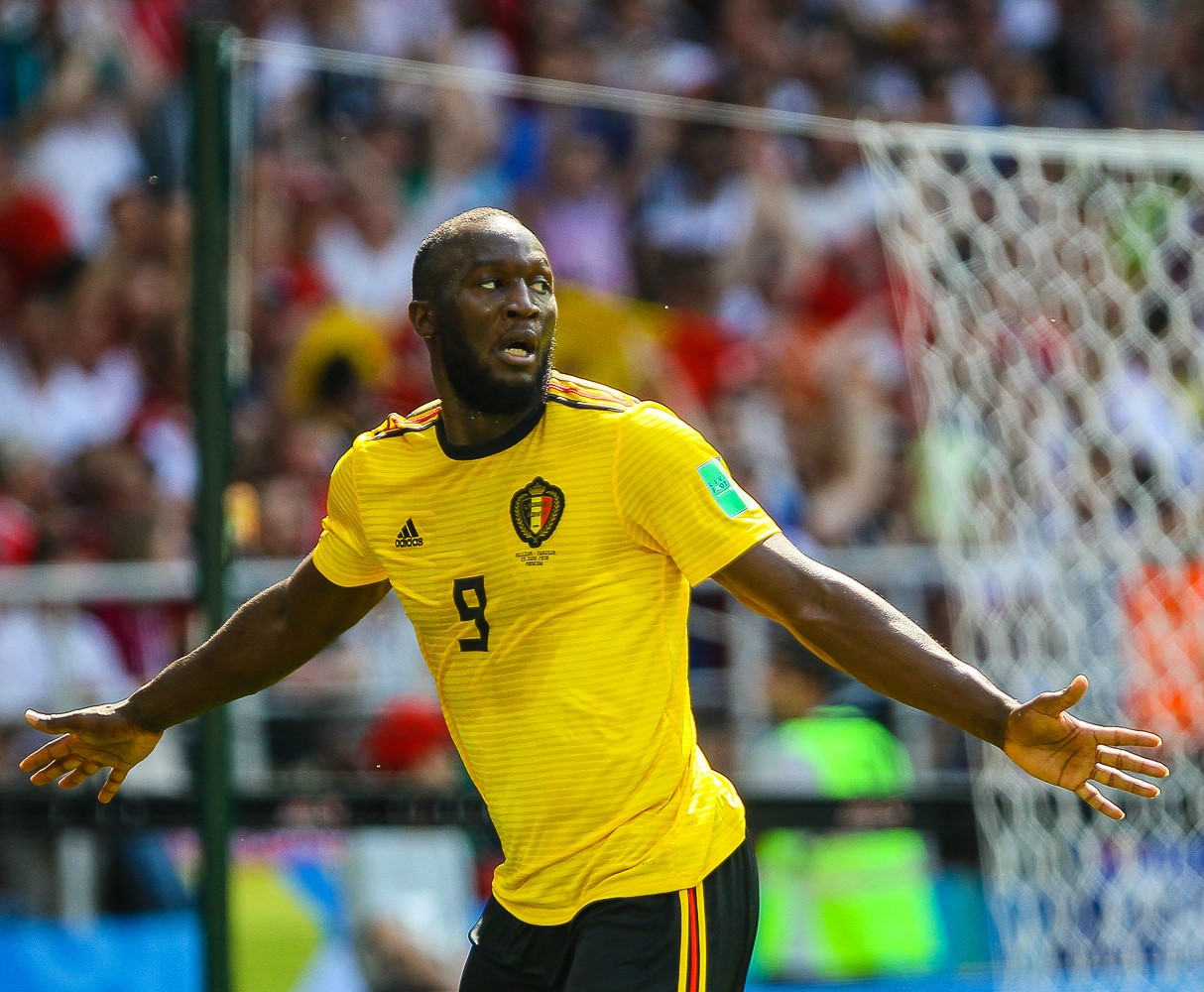
Lukaku pela Bélgica durante a Copa do Mundo de 2018

Contando as categorias de base, o jogador representa a Bélgica desde 2008, pela categoria Sub-15. Estreou pela Seleção Belga principal no dia 3 de março de 2010, aos 17 anos de idade, num amistoso contra a Croácia. No mesmo ano, em 17 de novembro, anotou os dois gols da vitória por 2–0 também em amistoso contra a Rússia, os seus primeiros pela Seleção.
Na Copa do Mundo de 2014, foi decisivo nas oitavas de final contra a Estados Unidos, em jogo realizado na Arena Fonte Nova. Lukaku substituiu Divock Origi no início da prorrogação, deu uma assistência para Kevin De Bruyne abrir o placar e ainda marcou o segundo, garantindo a classificação belga para as quartas de final.
Numa partida amistosa contra o México, no dia 10 de novembro de 2017, o centroavante igualou-se no topo da artilharia com 30 gols ao lado dos compatriotas Bernard Voorhoof e Paul Van Himst, com dois gols no empate de 3–3. Lukaku chegou a marca atuando durante sete anos e num total de 64 jogos. Já no dia 14 de novembro, em um amistoso contra o Japão, marcou o único gol da vitória por 1–0, alcançando a artilharia isolada dos Diabos Vermelhos, com 31 gols em 65 jogos.
No dia 18 de junho de 2018, na estreia da Seleção Belga na Copa do Mundo, Lukaku marcou dois gols na vitória sobre o Panamá, o primeiro ao receber assistência de Kevin De Bruyne, e o segundo ao ser lançado em profundidade por Eden Hazard. Já na partida seguinte, fez mais dois gols na goleada por 5–2 em cima da Tunísia e igualou-se a Cristiano Ronaldo na artilharia da Copa.
Em outubro de 2019, chegou aos 50 gols pela Seleção ao marcar na goleada elástica de 9–0 contra San Marino, assegurando a Bélgica na Euro 2020.
Lukaku teve grande atuação no dia 24 de março de 2023, marcando um hat-trick e garantindo a vitória por 3–0 contra a Suécia, fora de casa, em jogo válido pelas Eliminatórias da Eurocopa de 2024. O centroavante voltou a brilhar no dia 12 de setembro, marcando duas vezes e dando uma assistência na goleada por 5–0 contra a Estônia. Com o triunfo, os belgas mantiveram a liderança do Grupo F das Eliminatórias.

## Vida pessoal
É irmão do também jogador Jordan Lukaku e filho do ex-jogador Roger Lukaku. Enquanto jogava no Anderlecht, Romelu estudou relações públicas, a sua grande paixão depois do futebol. Nas horas vagas já declarou que gosta de ler e fala fluentemente seis línguas: além do francês e holandês, oficiais na Bélgica, também domina o inglês, português, espanhol e alemão.

## Estatísticas
Atualizadas até 6 de abril de 2021
| Equipe            | Temporada         | Campeonato nacional | Campeonato nacional | Copas nacionais | Copas nacionais | Competições continentais | Competições continentais | Total | Total |
| Equipe            | Temporada         | Jogos               | Gols                | Jogos           | Gols            | Jogos                    | Gols                     | Jogos | Gols  |
| ----------------- | ----------------- | ------------------- | ------------------- | --------------- | --------------- | ------------------------ | ------------------------ | ----- | ----- |
| Anderlecht        | 2008–09           | 1                   | 0                   | –               | –               | –                        | –                        | 1     | 0     |
| Anderlecht        | 2009–10           | 33                  | 15                  | 1               | 0               | 11                       | 4                        | 45    | 19    |
| Anderlecht        | 2010–11           | 37                  | 16                  | 2               | 0               | 11                       | 4                        | 50    | 20    |
| Anderlecht        | 2011–12           | 2                   | 2                   | –               | –               | –                        | –                        | 2     | 2     |
| Anderlecht        | Total             | 73                  | 33                  | 3               | 0               | 22                       | 8                        | 98    | 41    |
| Chelsea           | 2011–12           | 8                   | 0                   | 4               | 0               | –                        | –                        | 12    | 0     |
| Chelsea           | 2013–14           | 2                   | 0                   | –               | –               | 1                        | 0                        | 3     | 0     |
| Chelsea           | 2021–22           | 26                  | 8                   | 12              | 5               | 2                        | 2                        | 44    | 15    |
| Chelsea           | Total             | 36                  | 8                   | 16              | 5               | 3                        | 2                        | 59    | 15    |
| West Bromwich     | 2012–13           | 35                  | 17                  | 3               | 0               | –                        | –                        | 38    | 17    |
| West Bromwich     | Total             | 35                  | 17                  | 3               | 0               | –                        | –                        | 38    | 17    |
| Everton           | 2013–14           | 31                  | 15                  | 2               | 1               | –                        | –                        | 33    | 16    |
| Everton           | 2014–15           | 36                  | 10                  | 3               | 2               | 9                        | 8                        | 48    | 20    |
| Everton           | 2015–16           | 37                  | 18                  | 9               | 7               | –                        | –                        | 46    | 25    |
| Everton           | 2016–17           | 37                  | 25                  | 2               | 1               | –                        | –                        | 39    | 26    |
| Everton           | Total             | 141                 | 68                  | 16              | 11              | 9                        | 8                        | 166   | 87    |
| Manchester United | 2017–18           | 34                  | 16                  | 8               | 5               | 9                        | 6                        | 51    | 27    |
| Manchester United | 2018–19           | 32                  | 12                  | 4               | 1               | 9                        | 2                        | 45    | 15    |
| Manchester United | Total             | 66                  | 28                  | 12              | 6               | 18                       | 8                        | 96    | 42    |
|                   |                   |                     |                     |                 |                 |                          |                          |       |       |
| Internazionale    | 2019–20           | 36                  | 23                  | 4               | 2               | 11                       | 9                        | 51    | 34    |
| Internazionale    | 2020–21           | 27                  | 20                  | 3               | 2               | 5                        | 4                        | 35    | 26    |
| Internazionale    | 2022-23           | 31                  | 18                  | 2               | 2               | 4                        | 4                        | 37    | 24    |
| Internazionale    | Total             | 67                  | 61                  | 9               | 7               | 21                       | 17                       | 123   | 84    |
| Total na carreira | Total na carreira | 419                 | 215                 | 49              | 24              | 71                       | 41                       | 533   | 271   |

## Títulos
Anderlecht
- Campeonato Belga: 2009–10
- Supercopa da Bélgica: 2010

Chelsea
- Copa da Inglaterra: 2011–12
- Copa do Mundo de Clubes da FIFA: 2021

Internazionale
- Serie A: 2020–21
- Supercopa da Itália: 2022
- Copa da Itália: 2022–23

Napoli
- Serie A: 2024–25

### Prêmios individuais
- Jogador Jovem do Ano da Bélgica: 2009
- Chuteira de Ébano da Bélgica: 2011
- Jogador do Mês da Premier League: março de 2017
- Equipe do Ano da Premier League pela PFA: 2016–17
- Jogador do Ano do Everton: 2016–17
- Chuteira de Bronze da Copa do Mundo FIFA: 2018
- Equipe ideal da Liga Europa da UEFA: 2019–20
- Melhor Jogador da Liga Europa da UEFA: 2019–20[44]
- Equipe Ideal da Eurocopa: 2020[45]
- Prêmio Giacinto Facchetti: 2020
- Prêmio de Melhor Artilheiro da IFFHS: 2020
- Jogador do Mês na Serie A: fevereiro de 2021
- Melhor Jogador da Serie A: 2020–21[46]

### Artilharias
- Campeonato Belga de 2009–10 (15 gols)
- Liga Europa da UEFA de 2014–15 (8 gols)
- Liga das Nações da UEFA A de 2020–21 (6 gols)
- Copa do Mundo de Clubes da FIFA de 2021 (2 gols)

### Recordes e marcas
- Maior artilheiro da Seleção Belga: 83 gols
- Maior artilheiro do Everton na Liga Europa da UEFA: 8 gols[47]
- Maior artilheiro da Bélgica na Eurocopa: 6 gols
- Maior artilheiro da Bélgica na Copa do Mundo FIFA: 5 gols